# Anne de Moscou
Anne Vassilievna de Moscou (1393-1417) est une impératrice byzantine consort, épouse de l'empereur Jean VIII Paléologue. Elle meurt alors que son mari codirigeait l'Empire byzantin en tant qu'empereur junior.

## Famille
Anne était une fille de Vassili Ier Dmitrievitch et de Sophie de Lituanie. Ses grands-parents maternels étaient Vytautas le Grand et sa première épouse Anna.

## Mariage
Elle épousa Jean VIII Paléologue en 1414. Son mari était le fils aîné de Manuel II Paléologue et d'Hélène Dragaš. Jean fut nommé Despote en 1416, et semble avoir assumé le poste de co-empereur peu de temps après.
En termes de statut, Anna était la deuxième impératrice après sa belle-mère au sein de la cour byzantine. Les chroniques de l'écrivain Doukas indiquent qu'elle serait morte de la peste en 1417.

## Source de la traduction
- (en) Cet article est partiellement ou en totalité issu de l’article de Wikipédia en anglais intitulé « Anna of Moscow » (voir la liste des auteurs).